# Elvijs Misāns
 Elvijs Misāns (né le 8 avril 1989 à Sigulda) est un athlète letton, spécialiste du saut en longueur et du triple saut.

## Carrière
Il établit son record en longueur à 8,05 m lors des Championnats d'Europe par équipes de 2014, où il remporte le concours de la Seconde Ligue. Le 12 juillet 2016, il porte son record à 8,08 m à Saldus, en battant le record national de Juris Tone. Lors des Championnats d'Europe en salle 2017, il atteint les finales du saut en longueur et du triple saut, et, dans ce dernier concours, établit son record en salle à 17,02 m.

## Palmarès
| Date | Compétition                       | Lieu            | Résultat | Épreuve     | Marque  |
| ---- | --------------------------------- | --------------- | -------- | ----------- | ------- |
| 2009 | Championnats d'Europe par équipes | Banská Bystrica | 3e       | 200 m       | 21 s 05 |
| 2009 | Championnats d'Europe par équipes | Banská Bystrica | 1er      | 4 x 100 m   | 40 s 19 |
| 2009 | Championnats d'Europe par équipes | Banská Bystrica | 3e       | Triple saut | 15,96 m |
| 2011 | Championnats d'Europe par équipes | Banská Bystrica | 2e       | 100 m       | 10 s 51 |
| 2011 | Championnats d'Europe espoirs     | Ostrava         | 6e       | 100 m       | 10 s 63 |
| 2011 | Championnats d'Europe espoirs     | Ostrava         | 5e       | Longueur    | 7,72 m  |
| 2011 | Universiade                       | Shenzhen        | 6e       | Triple saut | 16,58 m |
| 2013 | Championnats d'Europe en salle    | Göteborg        | 8e       | Longueur    | 7,92 m  |
| 2013 | Championnats d'Europe par équipes | Banská Bystrica | 1er      | Longueur    | 7,89 m  |
| 2014 | Championnats d'Europe par équipes | Riga            | 2e       | 4 x 100 m   | 40 s 40 |
| 2014 | Championnats d'Europe par équipes | Riga            | 1er      | Longueur    | 8,05 m  |
| 2014 | Championnats d'Europe             | Zürich          | 10e      | Longueur    | 7,76 m  |
| 2016 | Championnats d'Europe             | Amsterdam       | 9e       | Triple saut | 16,32 m |
| 2017 | Championnats d'Europe en salle    | Belgrade        | 8e       | Longueur    | NM      |
| 2017 | Championnats d'Europe en salle    | Belgrade        | 4e       | Triple saut | 17,02 m |
| 2017 | Championnats d'Europe par équipes | Tel Aviv        | 2e       | Triple saut | 16,27 m |
| 2018 | Championnats du monde en salle    | Birmingham      | 10e      | Triple saut | 16,55 m |
| 2019 | Championnats d'Europe par équipes | Varazdin        | 1er      | Longueur    | 7,78 m  |
| 2019 | Championnats d'Europe par équipes | Varazdin        | 4e       | Triple saut | 16,10 m |

## Records
| Épreuve          | Épreuve   | Marque      | Lieu     | Date                           |
| ---------------- | --------- | ----------- | -------- | ------------------------------ |
| Saut en longueur | Plein air | 8,08 m (NR) | Saldus   | 12 juillet 2016                |
| Saut en longueur | En salle  | 8,00 m      | Riga     | 25 février 2011 3 février 2012 |
| Triple saut      | Plein air | 16,77 m     | Riga     | 28 juin 2017                   |
| Triple saut      | En salle  | 17,02 m     | Belgrade | 5 mars 2017                    |